# 太僕寺
太僕寺（たいぼくじ）は、王朝時代の中国の官署である。九寺のひとつ。
漢代の太僕を起源とする。北斉のときに置かれ、車輦・馬・牛・畜産を管掌した。唐代には、太僕寺の長官は太僕寺卿といい、その官位は従三品とされた。次官は太僕寺少卿といい、その官位は従四品上とされた。その下に太僕寺丞（従六品上）4人・太僕寺主簿（従七品上）2人・太僕寺録事（従九品上）2人が置かれた。